# Zisu Stanciu
Zisu Stanciu (n. 28 decembrie 1960) este un fost deputat român în legislatura 2000-2004 pe listele PRM dar din iunie 2001 a trecut la PSD și a fost membru în grupurile parlamentare de prietenie cu Marele Ducat de Luxemburg și Republica Coreea.  În legislatura 2012-2016, Zisu Stanciu a fost ales deputat pe listele PSD și a fost membru în grupurile parlamentare de prietenie cu Islanda și Republica Croația.  